# Руслан Хайсаров
Руслан Сагитович Хайсаров е башкирски филмов и театрален актьор.
През 2007 г. завършва Държавната художествена академия в Уфа „Загир Исмагилов“. През 2008 г. е приет в трупата на Башкирския академичен драматичен театър „Мажит Гафури“. Освен актьорските задачи често е канен като водещ на различни концерти и събития.

## Призове и награди
- „Най-добър актьор“  X Международен театрален  фестивал  за съвременна драма  „KOLYADA – PLAYS“, Екатеринбург, 2016 г. (за ролята на Алберт в пиесата „Жана. Следващият ще бъде нов ден“ по пиесата на Й. Пулинович).[1]
- Заслужил артист на Република Башкортостан (2019)[1]

## Участия в спектакли
| Избрани спектакли              |
| Заглавие                       |
| ------------------------------ |
| Затмение                       |
| Жанна, дальше будет новый день |
| Мактымсылу, Абляй и Карая Юрга |
| Море мечты                     |
| Царь Эдип                      |
| Руди — Never off!              |
| Мулла                          |
| Шауракэй                       |
| Скупой                         |
| Юсуф и Зулейха                 |
| Мамуля                         |
| Белое облако Чингисхана        |

## Филмография
| Филми             | Филми |
| Заглавие          | От    |
| ----------------- | ----- |
| Бабич             | 2017  |
| Первая Республика | 2018  |
| Сестрёнка         | 2019  |